# Bisdom Bangued
Het bisdom Bangued (Latijn: Dioecesis Banguedensis) is een rooms-katholiek bisdom met als zetel Bangued, op de Filipijnen. Het bisdom is suffragaan aan het aartsbisdom Nueva Segovia. 

## Geschiedenis
Het bisdom werd opgericht op 12 juni 1955, als de territoriale prelatuur Bangued, uit delen van het aartsbisdom Nueva Segovia. Op 15 november 1982 werd het verheven tot bisdom. Alle bisschoppen tot heden waren lid van de Missionarissen van Steyl. 

## Parochies
Het bisdom had in 2022 een oppervlakte van 3.976 km2 en telde 271.081 inwoners waarvan 83,2% rooms-katholiek was.

## Bisschoppen
- Odilo Etspüler (prelaat: 20 augustus 1956, bisschop: 15 november 1982 - 20 november 1987)
- Cesar Castro Raval (25 november 1988 - 18 januari 1992; hulpbisschop sinds 15 december 1981)
- Artemio Lomboy Rillera (28 juni 1993 - 1 april 2005)
- Leopoldo Corpuz Jaucian (5 januari 2007 - heden)

## Galerij van afbeeldingen

Wapen van het bisdom

Nueva Segovia (aartsbisdom) · Baguio · Bangued · Laoag